# Звукова поезия
Звукова поезия (на немски: Lautpoesie; на английски: Sound poetry; на френски: Poésie sonore) (също акустична или фонетична поезия) e разновидност в модерната лирика, която напълно или в голяма степен се отказва от езиковия смисъл.
По подобие на абстрактната живопис звуковата поезия се опитва да използва езика вече не в неговата изобразителна и съответно съдържателна функция, а го употребява чисто формално като звуков материал. Така лириката силно се доближава до музиката. Едно звуково стихотворение напомня музикална композиция, в която фонетичният аспект на човешката реч излиза на преден план вместо конвенционалните семантични и синтактични стойности. По тази причина звуковата поезия е предназначена за сценично изпълнение.

## История
Предшественици на звуковата поезия може да се намерят в литературата през римската Античност, през Средновековието и след това главно през Барока. Общото между всички тези предшественици е, че те изтъкват звучността на езика пред все още разпознаваемия словесен смисъл (за да постигнат пародиен или комичен ефект), или това са стилистични упражнения (най-вече в литературата на късното Средновековие), при които един поет представя лишена от смисъл творба, само за да покаже колко виртуозно владее формалните средства на поезията.
В края на XIX век тези тенденции се засилват от поетите на символизма, които създават игрословици с езикова звучност, като нерядко влагат в творбите си известен доловим смисъл, който често е толкова херметичен или банален, че на преден план излизат маниеристичните формални и звукови стойности.
Преходът към същинската звукова поезия се извършва в немската литература от Кристиан Моргенщерн със стихотворения като „Великото Лалула“ (1905) чуй!. (Едновременно с графичната си творба „Нощна песен на рибата“ (1905) Моргенщерн създава и един от първите образци на конкретна поезия.) Последван е от поетите на дадаизма като Хуго Бал със стихотворенията си „Керван“ (1916) чуй! и „Гаджи бери бимба“ (1916) чуй!. Най-значителните звукови творби от това време са поемите на Курт Швитерс „На Анна Блуме“ (1919) чуй! и късната „Прасоната“ (1922 – 1932) чуй!, в която многото стихове са изградени не от думи, а само от срички.
В края на 50-те години немски писатели от втория авангард започват да преоткриват тези стилистични средсва. Към най-значителните представители на звуковата поезия от това време спадат Франц Мон, Герхард Рюм, Оскар Пастиор и Ернст Яндл със стихотворенията му „Стрелкови окоп“ (1966) чуй! и „Порастващ пианист“ (1968) чуй!.
Повечето от тези поети се числят към свободното литературно сдружение Виенска група, която схваща езика главно като оптически и акустичен материал. Въз основа на тази идея нейните членове се занимават интензивно с развитието на конкретната поезия, звуковата поезия и визуалната лирика.

## Творци на звукова поезия
- Гийом Аполинер (Франция)
- Хуго Бал (Германия)
- Уилям Бъроуз (САЩ)
- Марсел Дюшамп (Франция)
- Джон Кейдж (САЩ)
- Алексей Кручоних (Русия)
- Филипо Томазо Маринети (Италия)
- Владимир Маяковски (Русия)
- Кристиан Моргенщерн (Германия)
- Йоко Оно (Япония)
- Оскар Пастиор (Германия)
- Герхард Рюм (Австрия)
- Велимир Хлебников (Русия)
- Тристан Цара (Молдова)
- Курт Швитерс (Германия)
- Анри Шопен (Франция)
- Ернст Яндл (Австрия)